# Anna Sutter

Anna Sutter

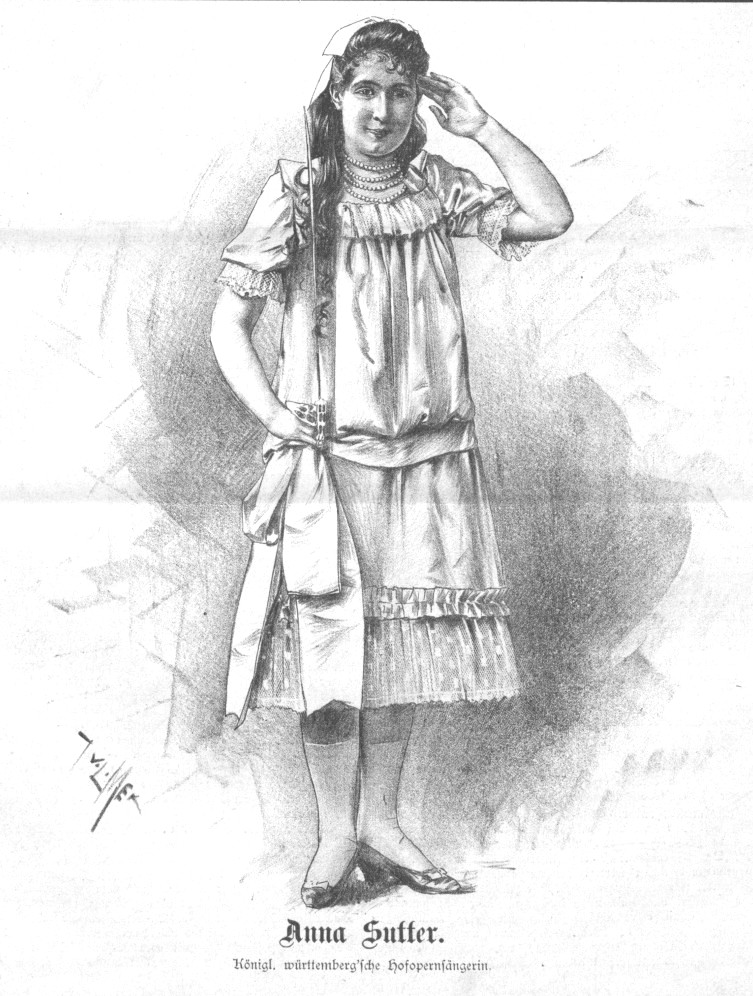
Anna Sutter (von Jan Vilímek, 1894)

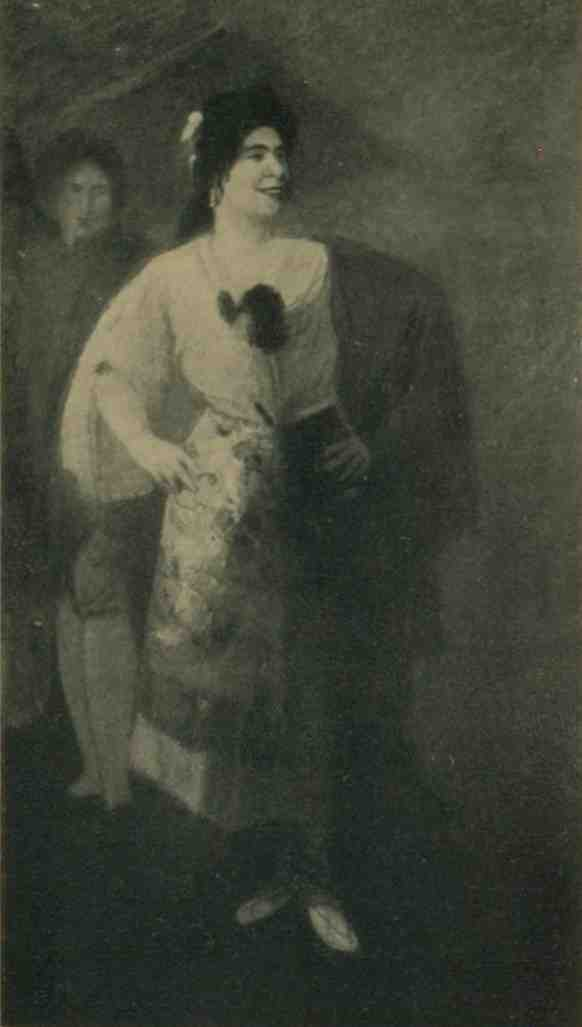
Anna Sutter, Gemälde von Paul Bollmann, 1912.

Anna Sutter, auch Anna Suter (* 26. November 1871 in Wil, Schweiz; † 29. Juni 1910 in Stuttgart), war eine deutsch-schweizerische Opernsängerin (Sopran).

## Leben
Nach ihrem Klavier- und Gesangsstudium in Bern und München hatte Sutter ab 1893 ein festes Engagement am Stuttgarter Hoftheater. Anna Sutter wurde ein Publikumsliebling und Intendant Baron Putlitz gelang es, sie auf Dauer an Stuttgart zu binden. Ihr realistisch-naturalistischer Stil der Darstellung und „ihre frische, glockenreine Stimme“ (Zeitschrift „Bühne und Welt“, 1901) machten sie vor allem zur idealen Interpretin folgender Rollen: Hanna Glawari in Franz Lehárs Die lustige Witwe und die Titelfiguren von Georges Bizets Carmen und Richard Strauss’ Salome, deren Tanz der sieben Schleier sie als eine der ersten Sängerinnen ihrer Zeit selbst ausführte.
Sie genoss große Popularität, die in einer ungewöhnlich großen Anzahl von Fotografien dokumentiert ist. 1906 wurde sie zur Kammersängerin ernannt. Neben ihrer Sangeskunst sorgten auch diverse Liebesaffären für Schlagzeilen. Zwei dieser Liaisonen entstammten zwei uneheliche Kinder von verschiedenen Männern: 1900 kam ihre Tochter Mathilde zur Welt (sie wurde erst 1925 von ihrem leiblichen Vater Hans Freiherr von Entress-Fürsteneck als Tochter anerkannt und wurde ebenfalls Opernsängerin), 1902 ihr Sohn Felix von Hofkapellmeister Hugo Reichenberger (dessen Vaterschaft erst 2001 eindeutig zugeschrieben werden konnte).

## Beziehung mit Aloys Obrist und Tod

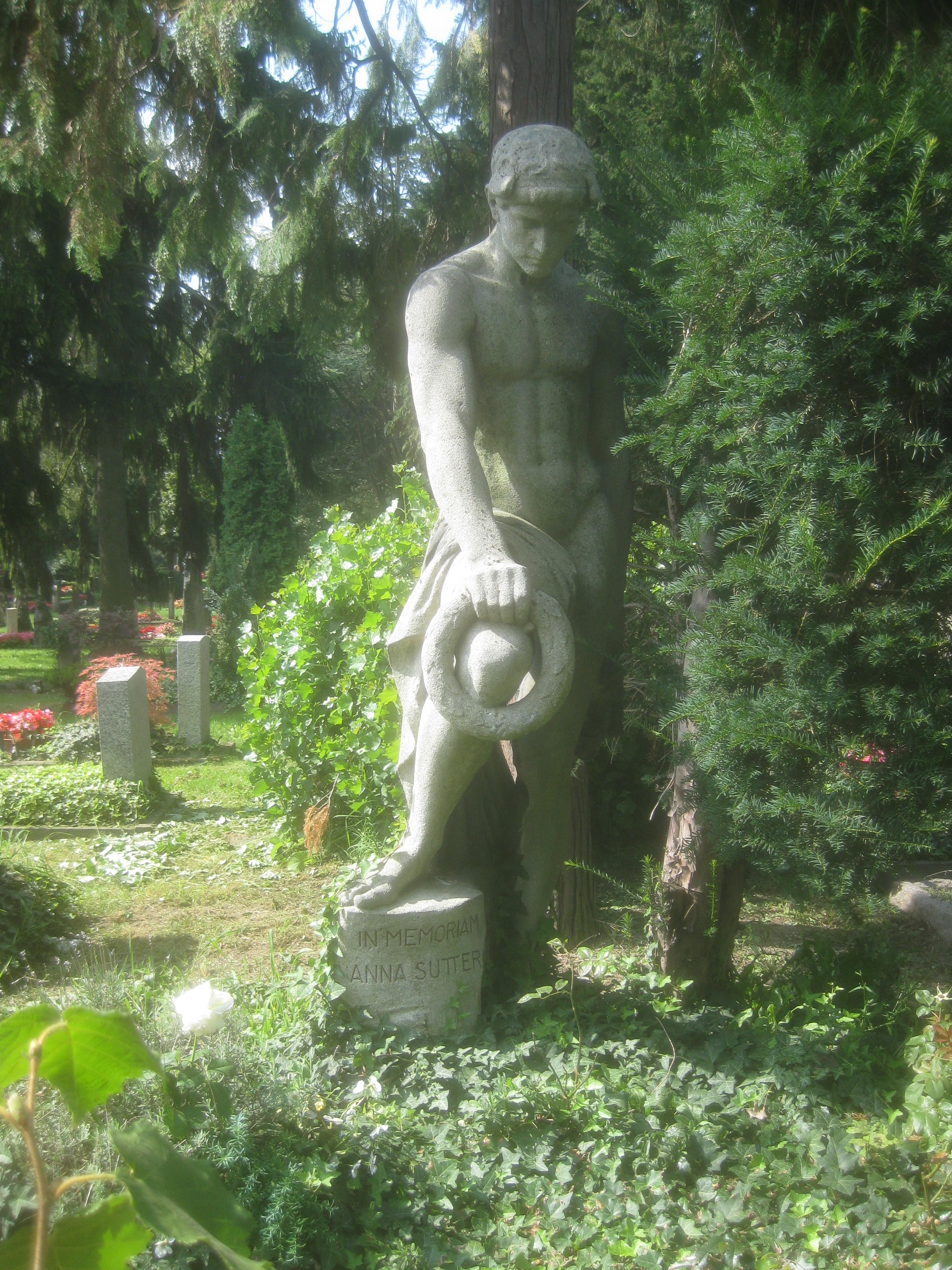
Grabstein auf dem Stuttgarter Pragfriedhof

Ihre Beziehung mit dem königlich-württembergischen Hofkapellmeister Aloys Obrist, Bruder des bekannten Jugendstil-Künstlers Hermann Obrist, nahm ein tragisches Ende. Nachdem Anna Sutter die zweijährige Beziehung 1909 beendet hatte, verschaffte sich Aloys Obrist am 29. Juni 1910 gewaltsam Zutritt in ihre Wohnung, tötete Sutter mit zwei Schüssen aus einer Pistole und nahm sich anschliessend selbst das Leben.

## Gedenken
1914 schuf der Stuttgarter Professor Karl Donndorf zum Gedenken an Anna Sutter den Schicksalsbrunnen im Jugendstil. Er befand sich bis 1963 vor dem Künstlereingang des Stuttgarter Staatstheaters und wurde später vor das Gebäude versetzt. Anna Sutters Grab auf dem Stuttgarter Pragfriedhof wurde bis Ende der 1960er täglich von einem unbekannten Verehrer mit frischen Blumen geschmückt. Dabei handelte es sich wahrscheinlich um Anna Sutters letzten Liebhaber, den Opernsänger Albin Swoboda Junior (1883–1970), der sich zum Zeitpunkt der Ermordung ebenfalls in der Wohnung aufhielt, aber die Tat nicht verhindern konnte. An der Beerdigung nahmen 10.000 Menschen teil.
Im Jahr 2001 fand eine Ausstellung mit dem Titel Carmen – letzter Akt. Die Künstlertragödie Sutter-Obrist von 1910 und die Stuttgarter Oper um 1900 im Staatsarchiv Ludwigsburg statt. Sie wurde von Georg Günther kuratiert. Im Herbst 2010 fand nochmals eine ähnliche Kabinettausstellung ebenda statt.
Der Schweizer Schriftsteller Alain Claude Sulzer hat die Ermordung Anna Sutters in seiner Novelle Annas Maske literarisch verarbeitet, die auch Vorlage für sein Libretto der gleichnamigen Oper ist.
Im Mai 2017 hat die Oper Annas Maske, ein Auftragswerk, mit Musik von David Philip Hefti im Theater St. Gallen Premiere.
In Stuttgart-Stammheim ist im Neubaugebiet Langenäcker-Wiesert ein Platz nach Anna Sutter benannt.

## Aufnahmen
- Anna Sutter. Sämtliche Aufnahmen (Stuttgart 1908), CD. Truesound Transfers, Nr. TT-7021.